# Z1 Carinae
Pour les articles homonymes, voir z Carinae.
Désignations
z1 Carinae, également désignée HD 96566 ou HR 4325, est une étoile géante de la constellation australe de la Carène. Elle est visible à l'œil nu avec une magnitude apparente de 4,61. D'après la mesure de sa parallaxe annuelle par le satellite Gaia, l'étoile est distante d'environ ∼ 383 a.l. (∼ 117 pc) de la Terre. Elle se rapproche quelque peu du Système solaire à une vitesse radiale de −1 km/s. Sa magnitude absolue est de -0,81.
z1 Carinae est une étoile géante jaune de type spectral G7,5III, ce qui indique qu'elle a épuisé les réserves en hydrogène qui étaient contenues dans son noyau et qu'elle s'est alors étendue et refroidie en s'éloignant de la séquence principale. Sa masse est estimée être 3,6 fois plus grande que celle du Soleil et son rayon est devenu 20 fois plus grand que le rayon solaire. Sa métallicité, autrement dit son abondance en éléments plus lourds que l'hélium, est à peu près la même que celle du Soleil. L'étoile est environ 214 fois plus lumineuse que le Soleil et sa température de surface est de 4 913 K.